# Kriegsgräberstätte Kaliningrad – Sammelfriedhof

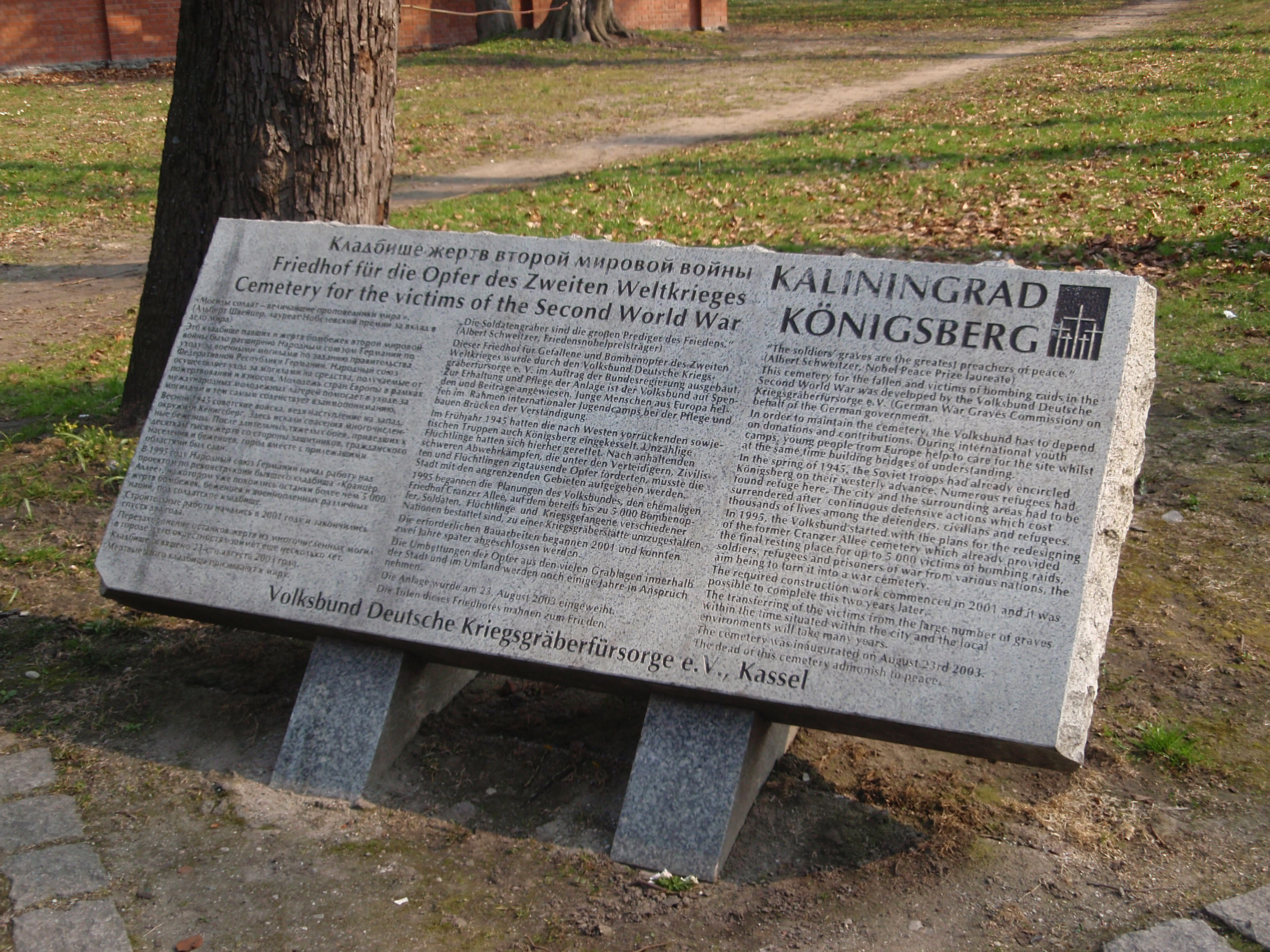
Friedhof Cranzer Allee für Soldaten und Bombenopfer in Königsberg, Kaliningrad in russia. Informationstafel des Volksbund Deutsche Kriegsgräberfürsorge e. V.

Die Kriegsgräberstätte Kaliningrad – Sammelfriedhof wurde auf dem ehemaligen Königsberger Zivilfriedhof „Cranzer Allee“ am 23. August 2003 eingeweiht. Hier ruhen 4.000 bis 5.000 Bombenopfer und ausländische Kriegsgefangene des Zweiten Weltkriegs. Weiter wurden nach 2001 11.700 Kriegstote aus dem Stadtgebiet und der weiteren Umgebung zugebettet.

## Lage
Der Friedhof liegt nördlich stadtauswärts. Er ist zu erreichen vom Bernsteinmuseum im Zentrum auf der rechten Seite der Alexander-Newski-Straße.

## Kriegsgeschehen
Im Frühjahr 1945 wurde Königsberg durch die Rote Armee eingeschlossen. In der Stadt befanden sich Soldaten der Wehrmacht, Flüchtlinge und Zivilisten.

## Die Toten

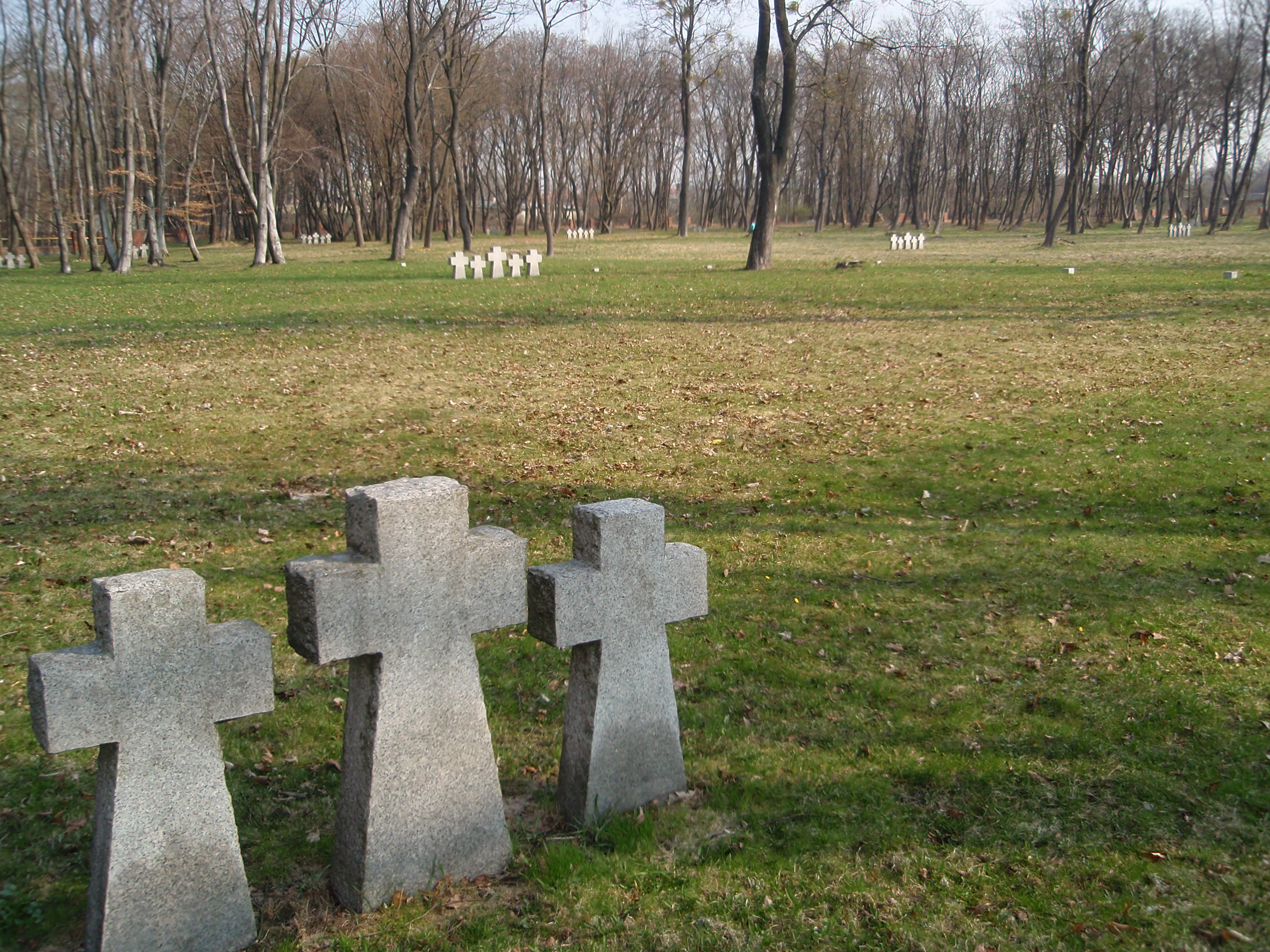
Friedhof Cranzer Allee für Bombenopfer und Soldaten in Königsberg

Beigesetzt sind gefallene Soldaten, Kriegsgefangene verschiedener Nationen, 4.000 bis 5.000 tote Zivilisten der britischen Luftangriffe und des Sturmangriffs auf die Stadt. Ab dem Jahr 2001 wurden 2.900 Gefallene vom Domfriedhof und 570 tote Zivilisten aus dem Stadtgebiet hierher zugebettet. Über 14.000 Gefallene ruhen hier nach Umbettungen.

## Der Friedhof

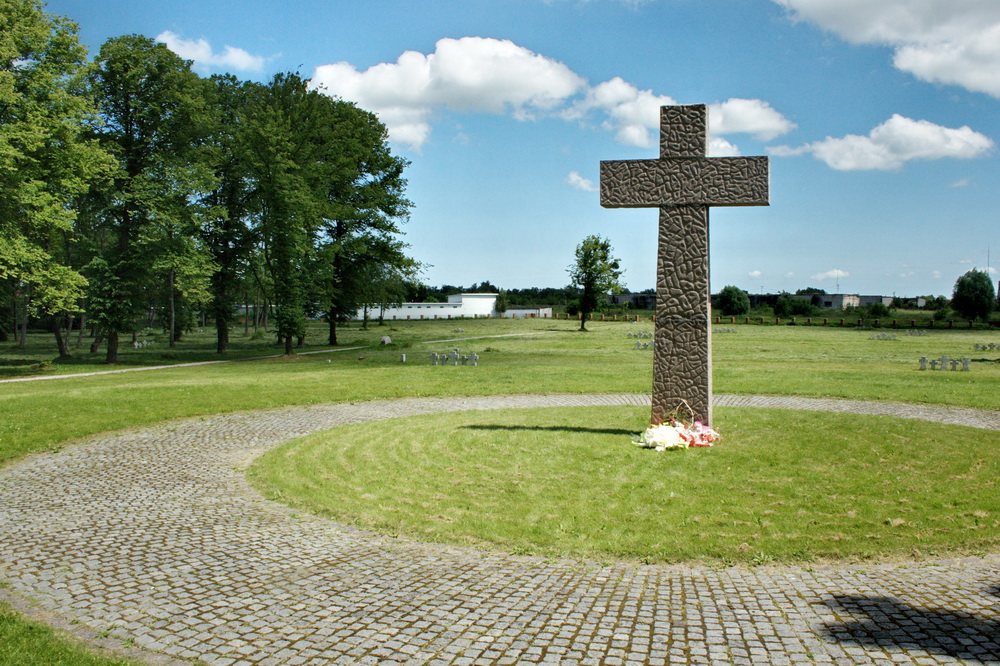
Kriegsgräberstätte Kaliningrad – Sammelfriedhof

Es handelt sich um den ehemaligen Friedhof Cranzer Allee in Königsberg. Er wurde am 23. August 2003 durch den Volksbund Deutsche Kriegsgräberfürsorge eingeweiht und umfasst 85.000 Quadratmeter. Um ein steinernes Hochkreuz sind Stelen errichtet mit den Namen der bekannten Toten. Weitere Stelen verzeichnen 3.000 Namen russischer Soldaten im Einverständnis mit dem Verband der russischen Kriegsveteranen in Kaliningrad.

## Versöhnung
An der Einweihungsfeier im Jahr 2003 nahmen russische Kriegsveteranen, Vertreter der Oblast- und der Stadtverwaltung sowie Geistliche der evangelischen, katholischen und der russisch-orthodoxen Kirche teil.

## Filme
- camille andrew: Deutsche Kriegsgräberstätte in Kaliningrad (Königsberg) bei YouTube